# Neto količina eksploziva
Neto eksplozivna količina (NEK), poznata i kao neto eksplozivni sadržaj (NEC) ili neto eksplozivna težina (NOVO), pošiljke municije, vatrometa ili sličnih proizvoda je ukupna masa sadržanih eksplozivnih materija, bez ambalaže, omotača, meci itd.  Takođe uključuje masu TNT - ekvivalenta svih sadržanih energetskih supstanci. 
Neto eksplozivna masa (NEM) je definisana kao masa eksploziva (uključujući flegmatizatore) bez njihovog premaza i pakovanja.   Informacija je količina koja se koristi u zakonskim propisima za regulisanje, na primer, maksimalne količine vatrometa u prodajnoj prostoriji.
NEK se često navodi na kontejnerima za otpremu iz bezbednosnih razloga.
Primeri takvih zakona uključuju:
- Druga uredba Zakona o eksplozivima (2. SprengV), Nemačka
- Zakon o pirotehnici (PiroTG 2010), Austrija
- Uredba o eksplozivima (SprstV), Švajcarska (tamo se naziva neto količina aktivnog eksploziva)
- Zakon o pirotehnici (2015), Čeh

Direktiva EU 2013/29/EU, koja ima za cilj da uskladi zakonodavstvo država članica o nabavci pirotehničkih sredstava, takođe koristi termin neto eksplozivna masa.

## Spoljašnje veze
- Beredskabsstyrelsens hjemmeside Архивирано на веб-сајту  (7. август 2007)
- Sikkerhedsstyrelsens krav til fyrværkeri Архивирано 2007-06-07 на сајту
- Richtlinie 2013/29/EU
- Technische Anforderungen für pyrotechnische Gegenstände[мртва веза] (abgerufen am 20. April 2020)
- Gesetzliche Bestimmungen zur gemeinsamen Aufbewahrung von Explosivstoffen (Treibladungspulver)[мртва веза] (abgerufen am 20. April 2020)
- Beförderung von Feuerwerkskörpern auf der Straße[мртва веза] (abgerufen am 20. April 2020)
- OSZE-Praxishandbuch „Konventionelle Munition“ (abgerufen am 20. April 2020)